# Pertigalete
Pertigalete est la capitale de la paroisse civile de Chorrerón de la municipalité de Guanta dans l'État d'Anzoátegui au Venezuela.